# Jan Tomuś
Jan Tomuś (15. května 1822 – ???) byl rakouský politik ukrajinského (rusínského) původu z Haliče, v 2. polovině 19. století poslanec Říšské rady.

## Biografie
Působil jako hospodář v Chłopech (dnes nazýváno Peremožne na Ukrajině) poblíž Komarna. Vystudoval čtyři třídy gymnázia a sloužil v rakouské armádě u pěchotního regimentu. Po návratu do domovského regionu se věnoval správě svého statku. Etnickým původem byl Ukrajinec (Rusín).
1. února 1867 byl zvolen na Haličský zemský sněm za kurii venkovských obcí, obvod Komarno, Rudky. Zemský sněm ho 2. března 1867 zvolil i do Říšské rady. Dopisem z 31. března 1870 rezignoval na mandát v Říšské radě v rámci hromadných rezignací federalistických poslanců. V květnu 1869 ještě v rámci uskupení polských poslanců z Haliče hromadné složení mandátů odmítal.